# Fröhliche Zahl
In der Zahlentheorie ist im Dezimalsystem eine fröhliche Zahl (vom englischen happy number) eine natürliche Zahl {\displaystyle n\in \mathbb {N} }, die als Ausgangswert für eine bestimmte Iterationsvorschrift nach endlich vielen Iterationsschritten zu dem Zahlenwert 1 führt, ähnlich dem Collatz-Problem.

## Definition
Bei einer natürlichen Zahl {\displaystyle n} mit der Dezimaldarstellung {\displaystyle \textstyle n=\sum _{i=0}^{m}a_{i}\cdot 10^{i}=a_{0}\cdot 10^{0}+a_{1}\cdot 10^{1}+\dotsb +a_{m}\cdot 10^{m}}, wobei {\displaystyle 0\leq a_{i}\leq 9} und {\displaystyle a_{i}\in \mathbb {N} _{0}}, werden die einzelnen Ziffern {\displaystyle a_{i}} quadriert und addiert, d. h., es wird
{\displaystyle s=\sum _{i=0}^{m}a_{i}^{2}=a_{0}^{2}+a_{1}^{2}+\dotsb +a_{m}^{2}}
berechnet. Die daraus resultierende Zahl wird genauso behandelt. Ergibt sich irgendwann als Ergebnis eine 1, dann haben alle folgenden Zahlen ebenfalls diesen Wert, und die Zahl wird als fröhlich bezeichnet.

### Alternative
Die einzige Alternative ist der Übergang in den einzigen, acht Zahlen umfassenden, periodischen Zyklus
{\displaystyle 4\longrightarrow 16\longrightarrow 37\longrightarrow 58\longrightarrow 89\longrightarrow 145\longrightarrow 42\longrightarrow 20\longrightarrow 4}
Weitere Zyklen existieren nicht.
Beweis:
Sei {\displaystyle n} eine {\displaystyle k}-stellige Zahl. Dann ist die Summe {\displaystyle s} der Quadrate ihrer einzelnen Ziffern genau dann maximal, wenn die Zahl {\displaystyle n} ausschließlich aus {\displaystyle 9}er besteht. Die Summe der Quadrate der einzelnen Ziffern ist somit maximal {\displaystyle s\leq k\cdot 9^{2}=81k}.
- Sei nun {\displaystyle n\geq 1000} eine mindestens {\displaystyle 4}-stellige Zahl. Dann ist {\displaystyle 10^{k-1}\leq n<10^{k}} mit {\displaystyle k\geq 4}. Ein einzelner obiger Iterationsschritt führt dann auf eine Zahl {\displaystyle s\leq 81k<10^{k-1}\leq n} (die Ungleichung {\displaystyle 81k<10^{k-1}} stimmt für {\displaystyle k\geq 4}). Das bedeutet, dass jede Zahl {\displaystyle n\geq 1000} durch jeden einzelnen obigen Iterationsschritt jeweils auf eine kleinere Zahl führt, die weniger Stellen hat.
- Sei nun {\displaystyle n<1000}. Die maximale Summe {\displaystyle s} der Quadrate der einzelnen Ziffern erhält man bei {\displaystyle n=999} und beträgt {\displaystyle s=3\cdot 9^{2}=3\cdot 81=243}. Das bedeutet, dass jede Zahl {\displaystyle 243<n<1000} durch jeden einzelnen obigen Iterationsschritt auf eine Zahl {\displaystyle s} führt, für welche {\displaystyle s\leq 243} gilt.
- Sei nun {\displaystyle 100\leq n\leq 243}. Die maximale Summe {\displaystyle s} der Quadrate der einzelnen Ziffern erhält man bei {\displaystyle n=199} und beträgt {\displaystyle s=1^{1}+9^{2}+9^{2}=1+81+81=163}. Das bedeutet, dass jede Zahl {\displaystyle 163<n\leq 243} durch jeden einzelnen obigen Iterationsschritt auf eine Zahl {\displaystyle s} führt, für welche {\displaystyle s\leq 163} gilt.
- Sei nun {\displaystyle 100\leq n\leq 163}. Die maximale Summe {\displaystyle s} der Quadrate der einzelnen Ziffern erhält man bei {\displaystyle n=159} und beträgt {\displaystyle s=1^{1}+5^{2}+9^{2}=1+25+81=107}. Das bedeutet, dass jede Zahl {\displaystyle 107<n\leq 163} durch jeden einzelnen obigen Iterationsschritt auf eine Zahl {\displaystyle s} führt, für welche {\displaystyle s\leq 107} gilt.
- Sei nun {\displaystyle 100\leq n\leq 107}. Die maximale Summe {\displaystyle s} der Quadrate der einzelnen Ziffern erhält man bei {\displaystyle n=107} und beträgt {\displaystyle s=1^{1}+0^{2}+7^{2}=1+0+49=50}. Das bedeutet, dass jede Zahl {\displaystyle 100\leq n\leq 107} durch jeden einzelnen obigen Iterationsschritt auf eine Zahl {\displaystyle s} führt, für welche {\displaystyle s\leq 50} gilt.

Zusammenfassend wurde somit gezeigt, dass jeder obige Iterationsschritt für jede Zahl {\displaystyle n>99} auf eine kleinere Zahl {\displaystyle s} führt und man letztendlich bei einer Zahl {\displaystyle n<100} landet. Wenn man alle diese wenigen Zahlen {\displaystyle 1\leq n<100} untersucht, kann man feststellen, dass sie alle entweder fröhlich sind (also in {\displaystyle s=1} münden), oder in dem erwähnten Zykel enden. {\displaystyle \Box }

### Beispiele für fröhliche Zahlen
- {\displaystyle n=19} ist eine fröhliche Zahl:

{\displaystyle 19\longrightarrow 1^{2}+9^{2}=82\longrightarrow 8^{2}+2^{2}=68\longrightarrow 6^{2}+8^{2}=100\longrightarrow 1^{2}+0^{2}+0^{2}=1}
- Es gibt 143 fröhliche Zahlen, die kleiner oder gleich 1000 sind. Diese lauten:

1, 7, 10, 13, 19, 23, 28, 31, 32, 44, 49, 68, 70, 79, 82, 86, 91, 94, 97, 100, 103, 109, 129, 130, 133, 139, 167, 176, 188, 190, 192, 193, 203, 208, 219, 226, 230, 236, 239, 262, 263, 280, 291, 293, 301, 302, 310, 313, 319, 320, 326, 329, 331, 338, 356, 362, 365, 367, 368, 376, 379, 383, 386, 391, 392, 397, 404, 409, 440, 446, 464, 469, 478, 487, 490, 496, 536, 556, 563, 565, 566, 608, 617, 622, 623, 632, 635, 637, 638, 644, 649, 653, 655, 656, 665, 671, 673, 680, 683, 694, 700, 709, 716, 736, 739, 748, 761, 763, 784, 790, 793, 802, 806, 818, 820, 833, 836, 847, 860, 863, 874, 881, 888, 899, 901, 904, 907, 910, 912, 913, 921, 923, 931, 932, 937, 940, 946, 964, 970, 973, 989, 998, 1000, … (Folge A007770 in OEIS)
- Das erste Paar aufeinanderfolgender fröhlicher Zahlen ist das Paar {\displaystyle n_{1}=31} und {\displaystyle n_{2}=32}. Die folgende Liste gibt Aufschluss über die kleinsten weiteren Paare aufeinanderfolgender fröhlicher Zahlen, welche kleiner als 1000 sind (wobei immer nur der kleinere der beiden angegeben wird):

31, 129, 192, 262, 301, 319, 367, 391, 565, 622, 637, 655, 912, 931, … (Folge A035502 in OEIS)
- Das erste Tripel (also Dreiertupel) aufeinanderfolgender fröhlicher Zahlen ist das Tripel {\displaystyle n_{1}=1880}, {\displaystyle n_{2}=1881} und {\displaystyle n_{3}=1882}. Der folgenden Liste kann man die kleinsten weiteren Tripel aufeinanderfolgender fröhlicher Zahlen entnehmen, welche kleiner als 10000 sind (wobei immer nur der kleinste der drei angegeben wird):

1880, 4780, 4870, 7480, 7839, 7840, 8180, 8470, 8739, 8740, 8810, … (Folge A072494 in OEIS)
- Die folgende Liste gibt an, wie viele fröhliche Zahlen es gibt, welche kleiner oder gleich {\displaystyle 10^{k}} für {\displaystyle k\in \mathbb {N} } gibt (beginnend mit {\displaystyle k=1}):

3, 20, 143, 1442, 14377, 143071, 1418854, 14255667, 145674808, 1492609148, 15091199357, 149121303586, 1443278000870, 13770853279685, 130660965862333, 1245219117260664, 12024696404768025, 118226055080025491, 1183229962059381238, 12005034444292997294, … (Folge A068571 in OEIS)
 Beispiel: An der 7. Stelle obiger Liste steht die Zahl {\displaystyle 1418854}. Es gibt also insgesamt {\displaystyle 1418854} verschiedene fröhliche Zahlen, welche kleiner oder gleich {\displaystyle 10^{7}} sind.

### Eigenschaften von fröhlichen Zahlen
- Keine einzige Zahl außer {\displaystyle n=1} ist die Summe der Quadrate ihrer eigenen Ziffern.

Beweis:
Würde es eine solche Zahl {\displaystyle n\not =1} geben, die gleichzeitig die Summe {\displaystyle s} der Quadrate ihrer eigenen Ziffern ist (also {\displaystyle n=s}), so würde diese Zahl, wenn man obige Iterationsschritte auf sie anwendet, jedes Mal in sich selbst enden und somit weder in {\displaystyle n=1} noch in obigem angegebenen einzig möglichen Zykel münden. Weiter oben wurde aber bewiesen, dass nur diese beiden Fälle auftreten können. Somit kann es keine Zahl {\displaystyle n\not =1} geben, welche die Summe der Quadrate ihrer eigenen Ziffern ist. {\displaystyle \Box }
- Es gibt unendlich viele fröhliche Zahlen.

Beweis:
{\displaystyle n=1} ist eine fröhliche Zahl. Wendet man obige Iterationen auf Zahlen der Form {\displaystyle n=10^{k}} mit {\displaystyle k\in \mathbb {N} } an, so erhält man als Summe {\displaystyle s} der Quadrate ihrer Ziffern schon mit einem einzigen Iterationsschritt den Wert {\displaystyle s=1}. Somit sind alle Zahlen der Form {\displaystyle n=10^{k}} fröhlich. Weil es unendlich viele Zahlen dieser Form {\displaystyle n=10^{k}} gibt, gibt es auch unendlich viele fröhliche Zahlen. {\displaystyle \Box }
- Sei {\displaystyle n} eine beliebige fröhliche Zahl. Dann erhält man beliebig viele weitere fröhliche Zahlen, indem man beliebig viele Nullen einfügt oder rausnimmt, da sich an der Summe der Quadrate ihrer Ziffern nichts ändert.
- Sei {\displaystyle m\in \mathbb {N} } eine beliebige natürliche Zahl. Dann existiert mindestens ein {\displaystyle (m+1)}-Tupel von {\displaystyle m+1} aufeinanderfolgender fröhlichen Zahlen {\displaystyle (n,n+1,n+2,\ldots ,n+m)}.

Beweis: siehe
Beispiel:
Der erste Wert der kleinsten {\displaystyle m}-Tupel fröhlicher Zahlen (also {\displaystyle m} aufeinanderfolgende fröhliche Zahlen) für aufsteigende {\displaystyle m=1,2,3,\ldots } sind:
1, 31, 1880, 7839, 44488, 7899999999999959999999996, 7899999999999959999999996, … (Folge A055629 in OEIS)
An der fünften Stelle obiger Liste steht die Zahl {\displaystyle n=44488}. Somit sind alle Zahlen des {\displaystyle 5}er-Tupels {\displaystyle (44488,44489,44490,44491,44492)} fröhliche Zahlen und es ist das kleinstmögliche {\displaystyle 5}er-Tupel mit dieser Eigenschaft.
- Alle Zahlen der Form {\displaystyle n=10^{k}+3} oder {\displaystyle n=10^{k}+9} mit {\displaystyle k\in \mathbb {N} ,k>0} sind fröhliche Zahlen.

Beweis:
Sei {\displaystyle n=10^{k}+3} mit {\displaystyle k>0} (diese Zahl {\displaystyle n} beginnt mit der Ziffer {\displaystyle 1}, hat danach {\displaystyle k-1} Nullen und endet mit der Ziffer {\displaystyle 3}). Die Summe {\displaystyle s} der Quadrate der einzelnen Ziffern dieser Zahl {\displaystyle n} ist {\displaystyle s=1^{2}+0^{2}+0^{2}+\dotsb +0^{2}+3^{2}=1+9=10}. Diese Zahl {\displaystyle 10} ist aber fröhlich, weil {\displaystyle 1^{2}+0^{2}=1} ist. Somit ist {\displaystyle n=10^{k}+3} fröhlich.
Sei {\displaystyle n=10^{k}+9} mit {\displaystyle k>0} (diese Zahl {\displaystyle n} beginnt mit der Ziffer {\displaystyle 1}, hat danach {\displaystyle k-1} Nullen und endet mit der Ziffer {\displaystyle 9}). Die Summe {\displaystyle s} der Quadrate der einzelnen Ziffern dieser Zahl {\displaystyle n} ist {\displaystyle s=1^{2}+0^{2}+0^{2}+\dotsb +0^{2}+9^{2}=1+81=82}. Wendet man obige Iterationsschritte auf die Zahl {\displaystyle 82} an, erhält man:
{\displaystyle 82\longrightarrow 8^{2}+2^{2}=68\longrightarrow 6^{2}+8^{2}=100\longrightarrow 1^{2}+0^{2}+0^{2}=1}.
Somit ist auch {\displaystyle n=10^{k}+9} fröhlich. {\displaystyle \Box }
- Vertauscht man die Ziffern einer fröhlichen Zahl, so erhält man wieder eine fröhliche Zahl.

Beweis:
Die Vertauschung der Ziffern einer fröhlichen Zahl ändert nichts an der Summe {\displaystyle s} der Quadrate ihrer (nun vertauschten) Ziffern. Die Summe {\displaystyle s}  bleibt gleich. Führt die Iteration der ursprünglichen Zahl auf die Zahl {\displaystyle 1}, so führt sie auch jetzt auf die Zahl {\displaystyle 1}. {\displaystyle \Box }

## Traurige (nichtfröhliche) Zahlen
Eine natürliche Zahl {\displaystyle n\in \mathbb {N} }, die nicht fröhlich ist, ist eine traurige Zahl (oder auch nichtfröhliche Zahl) (vom englischen unhappy number oder sad number).

### Beispiele für traurige (nichtfröhliche) Zahlen
- {\displaystyle n=4} ist eine traurige (nichtfröhliche) Zahl:

{\displaystyle 4\longrightarrow 4^{2}=16\longrightarrow 1^{2}+6^{2}=37\longrightarrow 3^{2}+7^{2}=58\longrightarrow 5^{2}+8^{2}=89\longrightarrow 8^{2}+9^{2}=145} {\displaystyle \longrightarrow 1^{2}+4^{2}+5^{2}=42\longrightarrow 4^{2}+2^{2}=20\longrightarrow 2^{2}+0^{2}=4}
- {\displaystyle n=99} ist eine traurige (nichtfröhliche) Zahl:

{\displaystyle 99\longrightarrow 9^{2}+9^{2}=162\longrightarrow 1^{2}+6^{2}+2^{2}=41\longrightarrow 4^{2}+1^{2}=17\longrightarrow 1^{2}+7^{2}=50} {\displaystyle \longrightarrow 5^{2}+0^{2}=25\longrightarrow 2^{2}+5^{2}=29\longrightarrow 2^{2}+9^{2}=85\longrightarrow 8^{2}+5^{2}=89\longrightarrow 8^{2}+9^{2}=145} {\displaystyle \longrightarrow 1^{2}+4^{2}+5^{2}=42\longrightarrow 4^{2}+2^{2}=20\longrightarrow 2^{2}+0^{2}=4}
… und man endet somit im einzig möglichen Zykel wie im Beispiel direkt darüber.

### Eigenschaften von traurigen Zahlen
- Es gibt unendlich viele traurige Zahlen.

Beweis:
Sei {\displaystyle n=2\cdot 10^{k}} mit {\displaystyle k\in \mathbb {N} }. Wendet man obige Iterationen auf Zahlen dieser Form an, so erhält man als Summe {\displaystyle s} der Quadrate ihrer Ziffern schon mit einem einzigen Iterationsschritt den Wert {\displaystyle s=2^{2}=4} und befindet sich am Anfang des einzig möglichen Zykels, der nicht in der Zahl {\displaystyle 1} mündet (die Zahl {\displaystyle 4} ist, wie im Beispiel vorher gezeigt, eine traurige Zahl). Somit sind alle Zahlen der Form {\displaystyle n=2\cdot 10^{k}} traurig. Weil es unendlich viele Zahlen dieser Form {\displaystyle n=2\cdot 10^{k}} gibt, gibt es auch unendlich viele traurige Zahlen. {\displaystyle \Box }

## Fröhliche Primzahlen
Eine Primzahl {\displaystyle n\in \mathbb {P} }, die fröhlich ist, nennt man fröhliche Primzahl.

### Beispiele für fröhliche Primzahlen
- Die kleinsten fröhlichen Primzahlen, welche kleiner oder gleich 1000 sind, sind die folgenden:

7, 13, 19, 23, 31, 79, 97, 103, 109, 139, 167, 193, 239, 263, 293, 313, 331, 367, 379, 383, 397, 409, 487, 563, 617, 653, 673, 683, 709, 739, 761, 863, 881, 907, 937, … (Folge A035497 in OEIS).
- Die Carmichael-Zahl {\displaystyle n=1729} ist das Produkt der ersten drei fröhlichen Primzahlen.
- Die Palindrom-Primzahl {\displaystyle p=10^{150006}+7426247\cdot 10^{75000}+1} ist eine fröhliche Primzahl mit {\displaystyle 150007} Stellen, weil die Summe {\displaystyle s} der Quadrate ihrer Ziffern gleich {\displaystyle s=1^{2}+0^{2}+\dotsb +0^{2}+7^{2}+4^{2}+2^{2}+6^{2}+2^{2}+4^{2}+7^{2}+0^{2}+\dotsb +0^{2}+1^{2}=176} beträgt und {\displaystyle 176} eine fröhliche Zahl ist. Diese Primzahl hat Paul Jobling am 26. Dezember 2005 entdeckt.[2]
- Die momentan (Stand: 26. Oktober 2024) größte bekannte fröhliche Primzahl ist die möglicherweise 52. Mersenne-Primzahl und gleichzeitig größte[3] bekannte Primzahl {\displaystyle M_{136279841}=2^{136279841}-1}. Wenn man auf sie obige Iteration anwendet, erhält man:

{\displaystyle M_{136279841}=2^{136279841}-1\longrightarrow 1169061131\longrightarrow 167\longrightarrow 86\longrightarrow 100\longrightarrow 1}
Sie hat 41024320 Stellen und wurde am 21. Oktober 2024 von Luke Durant entdeckt. Für die Berechnung der Iteration benötigt man nur wenige Sekunden mit einem geeigneten Mathematik-Programm.
Die zu eben diesem Zeitpunkt zweitgrößte bekannte Primzahl, die möglicherweise 51. Mersenne-Primzahl {\displaystyle M_{82589933}=2^{82589933}-1} ist keine fröhliche Primzahl, weil obige Iterationen nicht auf 1, sondern in einem Zyklus enden:
{\displaystyle M_{82589933}=2^{82589933}-1\longrightarrow 708638153\longrightarrow 257\longrightarrow 78\longrightarrow 113\longrightarrow 11\longrightarrow 2\longrightarrow 4\longrightarrow 16\longrightarrow 37\longrightarrow 58\longrightarrow 89\longrightarrow 145\longrightarrow 42\longrightarrow 20\longrightarrow 4\longrightarrow \ldots }
Sie ist somit die größte bekannte traurige Primzahl.

### Eigenschaften von fröhlichen Primzahlen
- Alle Primzahlen {\displaystyle p\in \mathbb {P} } der Form {\displaystyle p=10^{k}+3} oder {\displaystyle p=10^{k}+9} mit {\displaystyle k\in \mathbb {N} ,k>0} sind fröhliche Primzahlen.

Beweis:
Diese Eigenschaft resultiert aus der weiter oben schon bewiesenen Eigenschaft für fröhliche Zahlen, dass alle Zahlen der Form {\displaystyle n=10^{k}+3} oder {\displaystyle n=10^{k}+9} mit {\displaystyle k\in \mathbb {N} ,k>0} fröhliche Zahlen sind. {\displaystyle \Box }
- Vertauscht man die Ziffern einer fröhlichen Primzahl, so erhält man (im Gegensatz zu fröhlichen Zahlen) nicht wieder unbedingt eine fröhliche Primzahl.

Beweis:
Es genügt ein Gegenbeispiel: Die Zahl {\displaystyle p=19} ist eine fröhliche Primzahl (siehe obige Liste). Vertauscht man ihre Ziffern, erhält man die Zahl {\displaystyle n=91}, welche keine Primzahl mehr ist. Sie ist zwar fröhlich, aber eben keine Primzahl mehr. (Die Zahl {\displaystyle n=91} ist im Speziellen eine fröhliche Fermatsche Pseudoprimzahl zur Basis 3, was aber mit diesem Problem nichts zu tun hat.) {\displaystyle \Box }

## Fröhliche Zahlen in anderen Basen
Die obige Definition von fröhlichen Zahlen stützt sich auf das Dezimalsystem, also auf die Basis {\displaystyle b=10}. Dies kann man verallgemeinern:
Eine Zahl {\displaystyle n\in \mathbb {N} } ist eine fröhliche Zahl zur Basis {\displaystyle b}, wenn die Summe der Quadrate ihrer Basis-{\displaystyle b}-Ziffern nach endlich vielen Iterationsschritten in der Zahl {\displaystyle 1_{b}=1} endet.

### Beispiele für fröhliche Zahlen in anderen Basen
- Die Zahl {\displaystyle n=111_{2}={\underline {1}}\cdot 2^{2}+{\underline {1}}\cdot 2^{1}+{\underline {1}}\cdot 2^{0}=4+2+1=7} ist eine fröhliche Zahl zur Basis {\displaystyle b=2}, weil für die Summe {\displaystyle s} der Quadrate ihrer Ziffern gilt:

{\displaystyle s=1^{2}+1^{2}+1^{2}=3={\underline {1}}\cdot 2^{1}+{\underline {1}}\cdot 2^{0}=11_{2}}
{\displaystyle \longrightarrow s=1^{2}+1^{2}=2={\underline {1}}\cdot 2^{1}+{\underline {0}}\cdot 2^{0}=10_{2}}
{\displaystyle \longrightarrow s=1^{2}+0^{2}=1={\underline {1}}\cdot 2^{0}=1_{2}}

### Eigenschaften von fröhlichen Zahlen in anderen Basen
- Alle Zahlen der Form {\displaystyle n=10_{b}^{k}} mit {\displaystyle k\in \mathbb {N} _{0}} sind fröhliche Zahlen zu jeder Basis {\displaystyle b}.

Beweis:
Sei {\displaystyle n=10_{b}^{k}} mit {\displaystyle k\in \mathbb {N} _{0}}. Dann ist die Summe {\displaystyle s} der Quadrate ihrer Ziffern gleich {\displaystyle s=1^{2}+0^{2}+\dotsb +0^{2}=1=1_{b}} und somit fröhlich. {\displaystyle \Box }
- Zur Basis {\displaystyle b=2} sind alle Zahlen fröhlich.

Beweisidee:
Alle binären Zahlen, welche größer als {\displaystyle n=1000_{2}} sind, gehen nach mehrmaligen Iterationen in einen Wert {\displaystyle s} über, welcher kleiner oder gleich {\displaystyle 1000_{2}} ist. Alle binären Zahlen, welche kleiner oder gleich {\displaystyle n=1000_{2}} sind, sind aber fröhlich, wie die folgende Rechnung zeigt:
{\displaystyle s=1000_{2}\longrightarrow 1_{2}}
{\displaystyle s=111_{2}\longrightarrow 11_{2}\longrightarrow 10_{2}\longrightarrow 1_{2}} (siehe obiges Beispiel)
{\displaystyle s=110_{2}\longrightarrow 10_{2}\longrightarrow 1_{2}}
{\displaystyle s=100_{2}\longrightarrow 1_{2}}
{\displaystyle s=11_{2}\longrightarrow 10_{2}\longrightarrow 1_{2}}
{\displaystyle s=10_{2}\longrightarrow 1_{2}}
Alle Sequenzen enden in der Zahl {\displaystyle s=1_{2}}, daraus folgt, dass alle Zahlen im Dualsystem (also zur Basis {\displaystyle b=2}) fröhlich sind. Dies macht die Basis {\displaystyle b=2} zu einer fröhlichen Basis (vom englischen happy base). {\displaystyle \Box }
- Die einzigen bekannten fröhlichen Basen sind die Basen {\displaystyle b=2} und {\displaystyle b=4}. Es gibt keine weiteren bekannten Basen, welche kleiner als 500.000.000 sind.

Beweis: siehe
- Im Duodezimalsystem (also mit der Basis {\displaystyle b=12}) gibt es drei Fixpunkte, in denen obige Iterationen enden können:  {\displaystyle 1_{12}=1}, {\displaystyle 25_{12}=29} und {\displaystyle A5_{12}=125} (die beiden Zahlen {\displaystyle 25_{12}} und {\displaystyle A5_{12}} sind Armstrong-Zahlen zur Basis {\displaystyle b=12} (Folge A161949 in OEIS)). Außerdem gibt es vier Zykel (dabei sei {\displaystyle A_{12}=10} und {\displaystyle B_{12}=11}):

{\displaystyle 5_{12}\longrightarrow 21_{12}\longrightarrow 5_{12}} (im Dezimalsystem {\displaystyle 5\longrightarrow 25\longrightarrow 5}, also ein Zykel der Länge {\displaystyle 2})
{\displaystyle 8_{12}\longrightarrow 54_{12}\longrightarrow 35_{12}\longrightarrow 2A_{12}\longrightarrow 88_{12}\longrightarrow A8_{12}\longrightarrow 118_{12}\longrightarrow 56_{12}\longrightarrow 51_{12}\longrightarrow 22_{12}\longrightarrow 8_{12}} (ein Zykel der Länge {\displaystyle 10})
{\displaystyle 18_{12}\longrightarrow 55_{12}\longrightarrow 42_{12}\longrightarrow 18_{12}} (ein Zykel der Länge {\displaystyle 3})
{\displaystyle 68_{12}\longrightarrow 84_{12}\longrightarrow 68_{12}} (ein Zykel der Länge {\displaystyle 2})
- Im Duodezimalsystem (also mit der Basis {\displaystyle b=12}) gibt es keine fröhlichen Zahlen zwischen {\displaystyle 10_{12}=12} und {\displaystyle 100_{12}=144}.
- Im Hexadezimalsystem (also mit der Basis {\displaystyle b=16}) gibt es nur einen Fixpunkt, in denen obige Iterationen enden können:  {\displaystyle 1_{16}=1}. Außerdem gibt es auch nur einen Zykel:

{\displaystyle D_{16}\longrightarrow A9_{16}\longrightarrow B5_{16}\longrightarrow 92_{16}\longrightarrow 55_{16}\longrightarrow 32_{16}\longrightarrow D_{16}} (ein Zykel der Länge {\displaystyle 6})
Somit ist der Sachverhalt im Hexadezimalsystem ähnlich zu dem im Dezimalsystem.

## Traurige Zahlen in anderen Basen
Eine traurige Zahl zur Basis {\displaystyle b} führt nach obigen Iterationen zu einem Zykel von Zahlen.

### Eigenschaften von traurigen Zahlen in anderen Basen
- Eine traurige Zahl zur Basis {\displaystyle b} führt nach obigen Iterationen zu einem Zykel von Zahlen, welche (mit zu oben analogen Argumenten) allesamt kleiner als {\displaystyle 1000_{b}} sind. Wenn {\displaystyle n<1000_{b}} ist, dann ist die Summe {\displaystyle s} der Quadrate ihrer Basis-{\displaystyle b}-Ziffern kleiner oder gleich {\displaystyle 3\cdot (b-1)^{2}} (was {\displaystyle <b^{3}} ist für {\displaystyle b\geq 5}). Dies zeigt, dass wenn eine Iteration eine Zahl kleiner als {\displaystyle 1000_{b}} erreicht, sie für den Rest der Sequenz immer unter {\displaystyle 1000_{b}} bleibt und somit entweder in einen Zykel oder in die Zahl {\displaystyle 1_{b}} übergehen muss (im ersten Fall ist sie traurig, im zweiten Fall fröhlich).

## Verallgemeinerung von fröhlichen und nichtfröhlichen Zahlen
Man kann die Definition von fröhlichen Zahlen erweitern, indem man nicht die Summe {\displaystyle s} der Quadrate der einzelnen Ziffern einer Zahl {\displaystyle n} betrachtet, sondern die {\displaystyle m}-ten Potenzen der einzelnen Ziffern einer Zahl {\displaystyle n}. Die Basis sei in diesem Abschnitt immer {\displaystyle b=10}, also immer das Dezimalsystem.

### Beispiele für verallgemeinerte fröhliche und nichtfröhliche Zahlen
- Die Zahl {\displaystyle n=1579} ist eine verallgemeinerte fröhliche Zahl für {\displaystyle m=3}, weil gilt:

{\displaystyle 1^{3}+5^{3}+7^{3}+9^{3}=1+125+343+729=1198}
{\displaystyle 1^{3}+1^{3}+9^{3}+8^{3}=1+1+729+512=1243}
{\displaystyle 1^{3}+2^{3}+4^{3}+3^{3}=1+8+64+27=100}
{\displaystyle 1^{3}+0^{3}+0^{3}=1}
Kurz geschrieben: {\displaystyle 1579\longrightarrow 1198\longrightarrow 1243\longrightarrow 100\longrightarrow 1}
- Die Zahl {\displaystyle n=99} ist eine verallgemeinerte nichtfröhliche Zahl für {\displaystyle m=3}, weil gilt:

{\displaystyle 9^{3}+9^{3}=729+729=1458}
{\displaystyle 1^{3}+4^{3}+5^{3}+8^{3}=1+64+125+512=702}
{\displaystyle 7^{3}+0^{3}+2^{3}=343+0+8=351}
{\displaystyle 3^{3}+5^{3}+1^{3}=27+125+1=153}
{\displaystyle 1^{3}+5^{3}+3^{3}=1+125+27=153}
Kurz geschrieben: {\displaystyle 99\longrightarrow 1458\longrightarrow 702\longrightarrow 351\longrightarrow 153\longrightarrow 153}
Somit bleibt die Zahl {\displaystyle n=99} schon nach drei Iterationen "stecken" und verweilt dann quasi als Konstante bei der Zahl {\displaystyle 153}. Weil sie somit nicht in der {\displaystyle 1} mündet, ist sie keine verallgemeinerte fröhliche, sondern eine verallgemeinerte nichtfröhliche Zahl.

### Eigenschaften von verallgemeinerten fröhlichen und nichtfröhlichen Zahlen
- Sei {\displaystyle m=3} (man betrachte also die Summe der 3. Potenzen der einzelnen Ziffern einer Zahl {\displaystyle n}). Kubiert man die einzelnen Ziffern einer Zahl {\displaystyle n>2916} und summiert man diese auf, so erhält man die Summe {\displaystyle s}, für welche gilt: {\displaystyle s<n}

(Wenn man die Ziffern nicht kubiert, sondern wie ursprünglich nur quadriert, so gilt diese Aussage für {\displaystyle n>243} und wurde zu Beginn dieses Artikels behandelt.)
Beweis:
Sei {\displaystyle n} eine {\displaystyle k}-stellige Zahl. Dann ist die Summe {\displaystyle s} der 3. Potenzen ihrer einzelnen Ziffern genau dann maximal, wenn die Zahl {\displaystyle n} ausschließlich aus {\displaystyle 9}er besteht. Die Summe der 3. Potenzen der einzelnen Ziffern ist somit maximal {\displaystyle s\leq k\cdot 9^{3}=729k}.
- Sei nun {\displaystyle n\geq 10000} eine mindestens {\displaystyle 5}-stellige Zahl. Dann ist {\displaystyle 10^{k-1}\leq n<10^{k}} mit {\displaystyle k\geq 5}. Ein einzelner obiger Iterationsschritt führt dann auf eine Zahl {\displaystyle s\leq 729k<10^{k-1}\leq n} (die Ungleichung {\displaystyle 729k<10^{k-1}} stimmt für {\displaystyle k\geq 5}). Das bedeutet, dass jede Zahl {\displaystyle n\geq 10000} durch jeden einzelnen obigen Iterationsschritt jeweils auf eine kleinere Zahl führt, die weniger Stellen hat.
- Sei nun {\displaystyle n<10000}. Die maximale Summe {\displaystyle s} der Quadrate der einzelnen Ziffern erhält man bei {\displaystyle n=9999} und beträgt {\displaystyle s=4\cdot 9^{3}=4\cdot 729=2916}. Das bedeutet, dass jede Zahl {\displaystyle 2916<n<10000} durch jeden einzelnen obigen Iterationsschritt auf eine Zahl {\displaystyle s} führt, für welche {\displaystyle s\leq 2916} gilt. {\displaystyle \Box }

- Sei {\displaystyle m=3} (man betrachte also die Summe der 3. Potenzen der einzelnen Ziffern einer Zahl {\displaystyle n}). Dann münden verallgemeinerte nichtglückliche Zahlen entweder in eine der folgenden Konstanten:

{\displaystyle 153} oder {\displaystyle 370} oder {\displaystyle 371} oder {\displaystyle 407}
oder in einen der folgenden vier Zykeln:
{\displaystyle 133\longrightarrow 55\longrightarrow 250\longrightarrow 133} (Zykel der Länge {\displaystyle 3})
{\displaystyle 217\longrightarrow 352\longrightarrow 160\longrightarrow 217} (Zykel der Länge {\displaystyle 3})
{\displaystyle 1459\longrightarrow 919} (Zykel der Länge {\displaystyle 2})
{\displaystyle 136\longrightarrow 244} (Zykel der Länge {\displaystyle 2})
Beweis:
Wegen voriger Eigenschaft muss man nur alle Zahlen bis {\displaystyle n\leq 2916} kontrollieren, wozu ein nicht besonders schneller Rechner ausreicht. Man erkennt, dass verallgemeinerte nichtfröhliche Zahlen in eine der obigen acht Möglichkeiten münden.
Für die ersten vier Konstanten gilt:
{\displaystyle 153\longrightarrow 1^{3}+5^{3}+3^{3}=1+125+27=153} ergibt tatsächlich eine Konstante, die bei der Iteration in sich übergeht.
{\displaystyle 370\longrightarrow 3^{3}+7^{3}+0^{3}=27+343+0=370} ergibt ebenfalls tatsächlich eine Konstante, die bei der Iteration in sich übergeht.
{\displaystyle 371\longrightarrow 3^{3}+7^{3}+1^{3}=27+343+1=371} ergibt ebenfalls tatsächlich eine Konstante, die bei der Iteration in sich übergeht.
{\displaystyle 407\longrightarrow 4^{3}+0^{3}+7^{3}=64+0+343=407} ergibt ebenfalls tatsächlich eine Konstante, die bei der Iteration in sich übergeht.
Für die weiteren vier Zykel gilt:
{\displaystyle 133\longrightarrow 1^{3}+3^{3}+3^{3}=1+27+27=55\longrightarrow 5^{3}+5^{3}=125+125=250\longrightarrow 2^{3}+5^{3}+0^{3}=8+125=133} ergibt einen Zykel der Länge {\displaystyle 3}.
{\displaystyle 217\longrightarrow 2^{3}+1^{3}+7^{3}=8+1+343=352\longrightarrow 3^{3}+5^{3}+2^{3}=27+125+8=160\longrightarrow 1^{3}+6^{3}+0^{3}=1+216+0=217} ergibt ebenfalls einen Zykel der Länge {\displaystyle 3}.
{\displaystyle 1459\longrightarrow 1^{3}+4^{3}+5^{3}+9^{3}=1+64+125+729=919\longrightarrow 9^{3}+1^{3}+9^{3}=729+1+729=1459} ergibt einen Zykel der Länge {\displaystyle 2}.
{\displaystyle 136\longrightarrow 1^{3}+3^{3}+6^{3}=1+27+216=244\longrightarrow 2^{3}+4^{3}+4^{3}=8+64+64=136} ergibt einen Zykel der Länge {\displaystyle 2}. {\displaystyle \Box }
- Die einzigen Zahlen, die gleich der Summe der 3. Potenzen ihrer Ziffern sind, sind die folgenden Zahlen:

0, 1, 153, 370, 371, 407 (Folge A046197 in OEIS)
Beweis:
Gäbe es noch weitere Zahlen mit dieser Eigenschaft, so würde es bei der vorigen Eigenschaft noch weitere Varianten geben, dass verallgemeinerte nichtfröhliche Zahlen in speziellen Konstanten münden. Die vorige Eigenschaft gibt aber nur die Konstanten {\displaystyle 153,370,371} und {\displaystyle 407} an. Die beiden Zahlen {\displaystyle 0} und {\displaystyle 1} haben trivialerweise diese Eigenschaft. {\displaystyle \Box }
- Sei {\displaystyle m=4} (man betrachte also die Summe der 4. Potenzen der einzelnen Ziffern einer Zahl {\displaystyle n}). Dann münden verallgemeinerte nichtglückliche Zahlen {\displaystyle 1\leq n\leq 100} entweder in eine der folgenden Konstanten:

{\displaystyle 1634} oder {\displaystyle 8208} oder {\displaystyle 9474}
oder in einem der beiden folgenden Zykel:
{\displaystyle 13139\longrightarrow 6725\longrightarrow 4338\longrightarrow 4514\longrightarrow 1138\longrightarrow 4179\longrightarrow 9219\longrightarrow 13139} (Zykel der Länge {\displaystyle 7})
{\displaystyle 6514\longrightarrow 2178\longrightarrow 6514} (Zykel der Länge {\displaystyle 2})
Beweis:
Die Zahlen zwischen 1 und 100 kann man mit einem Computer schnell kontrollieren und stellt tatsächlich fest, dass sie in den folgenden Zahlen bzw. Zykel münden:
{\displaystyle 1634\longrightarrow 1^{4}+6^{4}+3^{4}+4^{4}=1+1296+81+256=1634} ergibt tatsächlich eine Konstante, die bei der Iteration in sich übergeht.
{\displaystyle 8208\longrightarrow 8^{4}+2^{4}+0^{4}+8^{4}=4096+16+0+4096=8208} ergibt ebenfalls eine Konstante, die bei der Iteration in sich übergeht.
{\displaystyle 9474\longrightarrow 9^{4}+4^{4}+7^{4}+4^{4}=6561+256+2401+256=9474} ergibt ebenfalls eine Konstante, die bei der Iteration in sich übergeht.
{\displaystyle 13139\longrightarrow 1^{4}+3^{4}+1^{4}+3^{4}+9^{4}=1+81+1+81+6561=6725\longrightarrow 6^{4}+7^{4}+2^{4}+5^{4}=1296+2401+16+625=4338\longrightarrow 4^{4}+3^{4}+3^{4}+8^{4}=256+81+81+4096=4514\longrightarrow }
{\displaystyle \longrightarrow 4^{4}+5^{4}+1^{4}+4^{4}=256+625+1+256=1138\longrightarrow 1^{4}+1^{4}+3^{4}+8^{4}=1+1+81+4096=4197\longrightarrow 4^{4}+1^{4}+9^{4}+7^{4}=256+1+6561+2401=9219\longrightarrow 9^{4}+2^{4}+1^{4}+9^{4}=6561+256+1+6561=13379} ergibt einen Zykel der Länge {\displaystyle 7}.
{\displaystyle 6514\longrightarrow 6^{4}+5^{4}+1^{4}+4^{4}=1296+625+1+256=2178\longrightarrow 2^{4}+1^{4}+7^{4}+8^{4}=16+1+2401+4096=6514} ergibt einen Zykel der Länge {\displaystyle 2}. {\displaystyle \Box }